# Eleição municipal de São Bernardo do Campo em 2000
A Eleição municipal de São Bernardo do Campo ocorreu no dia 1 de outubro de 2000, para a eleição de um prefeito, um vice-prefeito e mais 15 vereadores. O candidato a reeleição Maurício Soares venceu a disputa eleitoral ainda no primeiro turno com pouco mais de 60% dos votos válidos, fazendo com que o mesmo vencesse sua terceira eleição e a segunda seguida o tornando o prefeito com o maior número de vitórias na disputa do executivo no município. Seu período de governo foi de 1º de janeiro de 2001 a 31 de dezembro de 2004. Porém, manteve-se no cargo até o dia 16 de outubro de 2003, por conta de problemas de saúde obrigou o prefeito eleito a renunciar o cargo, fazendo assim de seu vice-prefeito William Dib assumisse o cargo, complementando o seu mandato.
Esta foi a 13º eleição direta para o comando da prefeitura na história da cidade, que terminou por reconduzir ao cargo o 28º prefeito desde a criação do município antigo em 1889; o 15º desde a emancipação em 1944; e o 12º por sufrágio universal.

## Candidatos a prefeito
|  | Nº | Candidato(a) a prefeito | Candidato(a) a prefeito                          | Candidato(a) a vice-prefeito | Candidato(a) a vice-prefeito                                   | Coligação |
|  | -- | ----------------------- | ------------------------------------------------ | ---------------------------- | -------------------------------------------------------------- | --- |
|  | 45 |                         | Carlos Pastoriza (PSDB) Carlos Buch Pastoriza    |                              | Luciano Galache (PST) Luciano Garcia Galache                   | "Frente São Bernardo" - Partido da Social Democracia Brasileira (PSDB) - Partido dos Aposentados da Nação (PAN) - Partido da Mobilização Nacional (PMN) - Partido Social Trabalhista (PST) - Partido Republicano Progressista (PRP) |
|  | 16 |                         | Dra. Eliana Lúcia (PSTU) Eliana Lúcia Ferreira   |                              | Lucas Maciel (PSTU) Antonio Lucas Maciel                       | Partido não coligado - Partido Socialista dos Trabalhadores Unificado (PSTU) |
|  | 14 |                         | Lauro Gomes (PTB) Lauro Gomes Júnior             |                              | Edwiges Oliveira Cardoso (PPB) Edwiges Nilton Oliveira Cardoso | "Trabalho e Progresso" - Partido Trabalhista Brasileiro (PTB) - Partido Progressista Brasileiro (PPB) |
|  | 23 |                         | Maurício Soares (PPS) Maurício Soares de Almeida |                              | William Dib (PSB) William Dib                                  | "São Bernardo Ainda Melhor" - Partido Popular Socialista (PPS) - Partido Socialista Brasileiro (PSB) - Partido Social Democrata Cristão (PSDC) - Partido Liberal (PL) - Partido da Frente Liberal (PFL) - Partido Humanista da Solidariedade (PHS) - Partido Social Liberal (PSL) - Partido do Movimento Democrático Brasileiro (PMDB) - Partido Renovador Trabalhista Brasileiro (PRTB) - Partido da Reconstrução Nacional (PRN) - Partido Trabalhista do Brasil (PTdoB) - Partido Verde (PV) - Partido Trabalhista Nacional (PTN) - Partido Social Cristão (PSC) - Partido Social Democrático (PSD) |
|  | 56 |                         | Paulo Corrêa (PRONA) Paulo César Corrêa          |                              | Neni Ferreira (PRONA) Neni Ferreira Cavalcante Corrêa          | Partido não coligado - Partido de Reedificação da Ordem Nacional (PRONA) |
|  | 30 |                         | Pedro Copeinski (PGT) Pedro Paulo Copeinski      |                              | David Monteiro (PGT) David Monteiro de Mello                   | Partido não coligado - Partido Geral dos Trabalhadores (PGT) |
|  | 13 |                         | Vicentinho (PT) Vicente Paulo da Silva           |                              | Marli Cestari (PT) Marli Cestari                               | "São Bernardo Pra Você" - Partido dos Trabalhadores (PT) - Partido Comunista do Brasil (PCdoB) |

## Resultados

### Prefeito - Turno único[4][5][6]
| Turno Único 1 de outubro de 2000 | Turno Único 1 de outubro de 2000 | Turno Único 1 de outubro de 2000 | Turno Único 1 de outubro de 2000 |
| Candidato(a)                     | Vice                             | Votação                          | Votação                          |
| Candidato(a)                     | Vice                             | Total                            | Porcentagem                      |
| -------------------------------- | -------------------------------- | -------------------------------- | -------------------------------- |
| Maurício Soares (PPS)            | William Dib (PSB)                | 206.595                          | 60,41%                           |
| Vicentinho (PT)                  | Marli Cestari (PT)               | 121.448                          | 35,51%                           |
| Carlos Pastoriza (PSDB)          | Luciano Galache (PST)            | 6.353                            | 1,86%                            |
| Lauro Gomes (PTB)                | Edwiges Oliveira Cardoso (PPB)   | 3.773                            | 1,10%                            |
| Dra. Eliana Lúcia (PSTU)         | Lucas Maciel (PSTU)              | 2.141                            | 0,63%                            |
| Pedro Copeinski (PGT)            | David Monteiro (PGT)             | 912                              | 0,27%                            |
| Paulo Corrêa (PRONA)             | Neni Ferreira (PRONA)            | 750                              | 0,22%                            |
| Total de votos válidos           | Total de votos válidos           | 341.972                          | 100,00%                          |
| Votos apurados                   |                                  |                                  |                                  |
| Votos válidos                    | Votos válidos                    | 341.972                          | 87,48%                           |
| Votos em branco                  | Votos em branco                  | 18.388                           | 4,70%                            |
| Votos nulos                      | Votos nulos                      | 30.583                           | 7,82%                            |
| Total de votos apurados          | Total de votos apurados          | 390.943                          | 100,00%                          |
| Eleitores                        |                                  |                                  |                                  |
| Comparecimento                   | Comparecimento                   | 390.943                          | 87,99%                           |
| Abstenções                       | Abstenções                       | 53.376                           | 12,01%                           |
| Total de eleitores               | Total de eleitores               | 444.319                          | 100,00%                          |

| Partido | Partido | Candidato            | Votos   | Votos (%) |
| ------- | ------- | -------------------- | ------- | --------- |
|         | PPS     | Maurício Soares      | 206 595 | 60,41%    |
|         | PT      | Vicentinho           | 121 448 | 35,51%    |
|         | PSDB    | Carlos Pastoriza     | 6 353   | 1,86%     |
|         | PTB     | Lauro Gomes          | 3 773   | 1,1%      |
|         | PSTU    | Dra. Eliana Ferreira | 2 141   | 0,63%     |
|         | PGT     | Pedro Copeinski      | 912     | 0,27%     |
|         | PRONA   | Paulo Corrêa         | 750     | 0,22%     |
| Totais  | Totais  | Totais               | 341 972 |           |

### Vereadores
|                       |         |             |         |  |  |  |
| Candidato(a)          | Partido | Votação     | Votação |  |  |  |
| Candidato(a)          | Partido | Porcentagem | Total   |  |  |  |
| Giba Marson           | PV      | 2,29%       | 8.170   |  |  |  |
| Otávio Manente        | PPS     | 2,17%       | 7.727   |  |  |  |
| Admir Ferro           | PL      | 1,95%       | 6.960   |  |  |  |
| Tavares               | PL      | 1,79%       | 6.392   |  |  |  |
| Edinho Montemor       | PSB     | 1,72%       | 6.137   |  |  |  |
| Ana do Carmo          | PT      | 1,69%       | 6.005   |  |  |  |
| Orlando Morando       | PPS     | 1,63%       | 5.804   |  |  |  |
| Minami                | PFL     | 1,63%       | 5.791   |  |  |  |
| Osvaldo Camargo       | PL      | 1,61%       | 5.732   |  |  |  |
| Sérgio Demarchi       | PSB     | 1,48%       | 5.271   |  |  |  |
| José Roberto de Melo  | PPS     | 1,33%       | 4.749   |  |  |  |
| Toninho da Lanchonete | PT      | 1,28%       | 4.569   |  |  |  |
| Laurentino            | PPS     | 1,27%       | 4.540   |  |  |  |
| Aldo dos Santos       | PT      | 1,19%       | 4.240   |  |  |  |
| Gervásio Paes Folha   | PSB     | 1,17%       | 4.175   |  |  |  |
| Dr. Amedeo            | PSB     | 1,05%       | 3.739   |  |  |  |
| Zé Ferreira           | PT      | 0,99%       | 3.510   |  |  |  |
| Tião Mateus           | PT      | 0,92%       | 3.285   |  |  |  |
| Kioshi Sakata         | PSD     | 0,87%       | 3.097   |  |  |  |
| Macalé                | PSD     | 0,76%       | 2.703   |  |  |  |
| Tunico Vieira         | PMDB    | 0,74%       | 2.628   |  |  |  |